# اللاجئون في الأردن
يعتبر الأردن واحدة من أكبر الدول المضيفة للاجئين في المنطقة العربية، حيت تستضيف ثاني أكبر عدد من اللاجئين بالنسبة للفرد في العالم. ويعيش في المملكة الأردنية الهاشمية أكثر من 700,000 من اللاجئين المسجلين لدى المفاوضية السامية للأمم المتحدة لشؤون اللاجئين (UNHCR)، والعديد من اللاجئين غير المسجلين، مما يمثل تحديًا كبيرًا على الصعيدين الاقتصادي والاجتماعي. وبشكل عام يٌقسم اللاجئون في الأردن إلى ثلاث مجموعات، وهي الفلسطينيون، العراقيون والسوريون، الذين وصلوا إلى المملكة في فترات مختلفة بسبب النزاعات والصراعات في بلادهم.

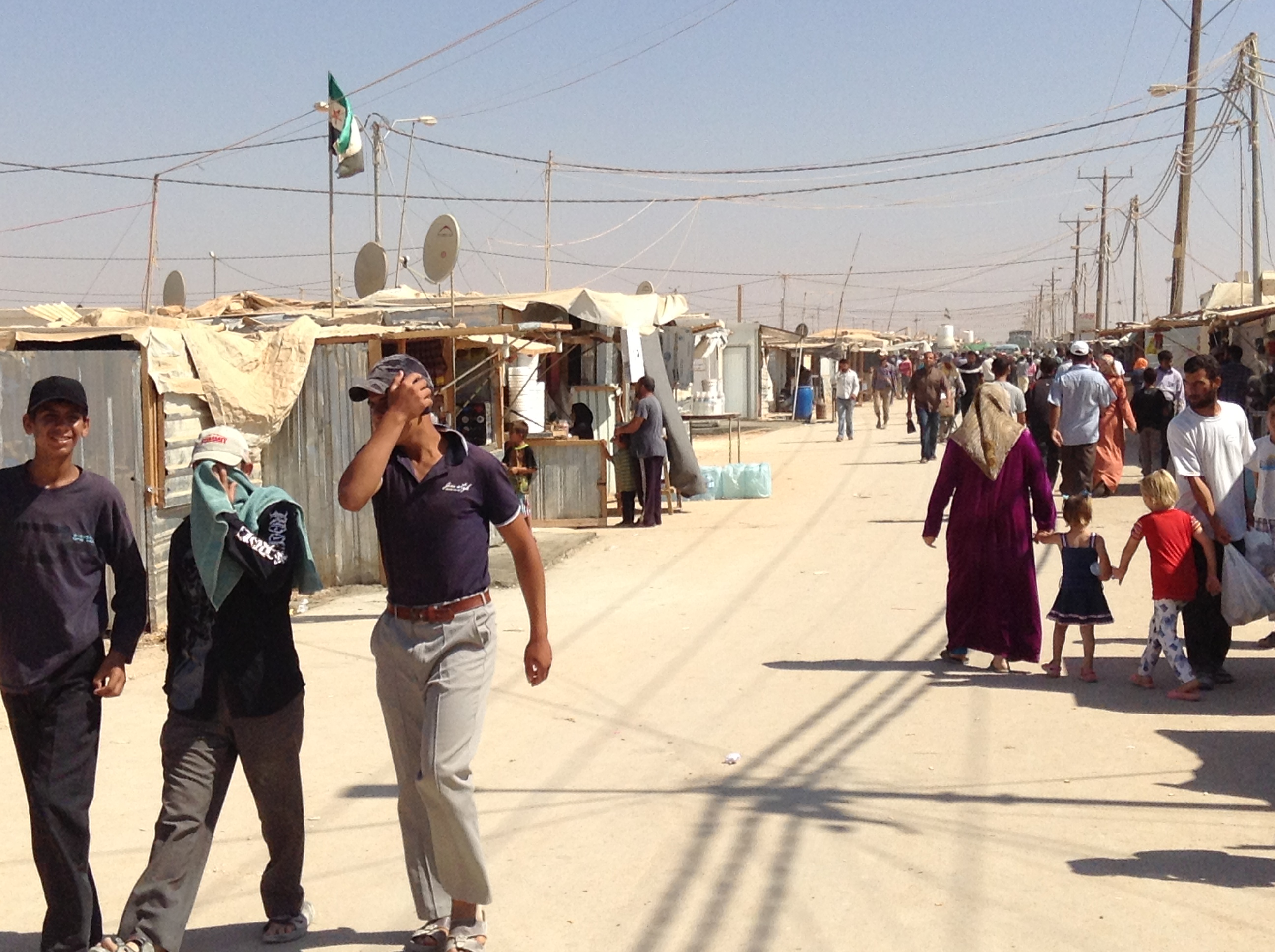
مخيم الزعتري في الأردن

## اللاجئون الفلسطينيون
يُعتبر الفلسطينيون أكبر مجموعة من اللاجئين في الأردن، حيث تتراوح نسبتهم في السكان بين 39% و63% وفقًا لدراسات مختلفة. وصل الفلسطينيون إلى الأردن على عدة مراحل رئيسية، وذلك نتيجة للحروب والنزاعات في وطنهم. وقد حصل جزء كبير منهم على الجنسية الأردنية على مر السنين، إلا أن بعضهم، وخاصة أولئك الذين جاءوا من قطاع غزة، لا يزالون حتى اليوم دون جنسية أردنية. وتشير الاحصاءات الرسمية لوكالة الأمم المتحدة لإغاثة وتشغيل اللاجئين الفلسطينيين (أونروا) الى أن عدد اللاجئين الفلسطينيين في الاردن حتى عام 2020 هو 2.4 مليون لاجئ.

### لاجئو 1948-1949:
كانت أولى موجات اللاجئين الفلسطينيين إلى الأردن في عامي 1948 و1949 بعد إنشاء دولة إسرائيل، حيث غادرت العديد من العائلات الفلسطينية أراضيها وبيوتها خلال الحرب الفلسطينية الإسرائيلية الأولى. كانت موجة الهجرة هذه تتكون من حوالي 750,000 لاجئ، وأسس لموجات أخرى لاحقة في تاريخ الأردن. وتوزع اللاجئون على أربعة مخيمات تأسست بعد وصول هذه المجموعة إلى الأردن، وهي مخيم الزرقاء، مخيم إربد، مخيم الوحدات ومخيم جبل الحسين. وفقًا للتقارير، معظم اللاجئين الذين وصلوا إلى الأردن في هذه السنوات حصلوا على الجنسية الأردنية.

### لاجئو 1967:
في إثر حرب الأيام الستة في يونيو 1967، تدفقت موجة جديدة من الهجرة الجماعية من الضفة الغربية وقطاع غزة إلى الضفة الشرقية. وأحدثت هذه الموجة تخلخلًا جديدًا في الهرم السكاني في المملكة الأردنية، اضطربت معه معدلات الكثافة السكانية في مختلف المناطق. وبحسب إحصاءات وكالة أونروا، بلغ عدد اللاجئين المتدفقين من الضفة الغربية وقطاع غزة نتيجة حرب يونيو مئات الآلاف، بينهم 150,000 لاجئ مسجَّل. كما هاجر أكثر من 240,000 لاجئ آخر إلى شرقي النهر أول مرة، بحسب إحصاءات الحكومة الأردنية. نتيجة لهذه الهجرة، تم إنشاء 6 مخيمات لاجئين إضافية في الأردن، بالإضافة إلى الأربعة التي تم إنشاؤها بعد حرب 1948.
وحصلوا اللاجئون الفلسطينيون في الأردن على العديد من الحقوق مثل حق العمل والتعليم والرعاية الصحية. ولكن على الرغم من ذلك، يعيش الكثير منهم في مخيمات اللاجئين في ظروف معيشية صعبة، ويشكلون جزءًا كبيرًا من المجتمع الأردني. إضافة إلى ذلك، تمثل قضية اللاجئين الفلسطينيين في الأردن جزءًا مهمًا من النقاش السياسي الداخلي والخارجي بشأن الحلول الممكنة للقضية الفلسطينية بشكل عام. ومن الجدير بالذكر أحداث أيلول الأسود، التي وقعت بعد أن خسرت الأردن أراضي الضفة الغربية في عام 1967، مما دفع الفضائيين الفلسطينيين لنقل نشاطاتهم ضد إسرائيل إلى أراضي الأردن. نتيجة لهذه الأعمال، قام الملك الحسين باستخدام القوات المسلحة الأردنية ضد منظمة التحرير الفلسطينية في بلاده، وطرد العديد منهم إلى خارج الأردن.
1 يونيو 1983، أطلقت الحكومة الأردنية "نظام البطاقة المزدوجة" بهدف تسهيل التمييز بين الفلسطينيين المقيمين في الأردن وأولئك الذين يعيشون في الضفة الغربية. في ذلك الوقت، مُنح الفلسطينيين المقيمين في الأردن والمواطنين الأردنيين بطاقة صفراء، التي تمثل حق الإقامة الكامل وتوثق الجنسية الأردنية. أما سكان الضفة الغربية والأشخاص الذين غادروا الضفة بعد هذا التاريخ، فحصلوا على بطاقة خضراء. يجب أن تكون هذه البطاقات مصحوبة بجواز السفر عند عبور الحدود الأردنية سواء للدخول أو الخروج. وتجدر الإشارة إلى أنه لا يحق لحاملي البطاقة الخضراء الإقامة في الأردن، بل يقتصر حقهم على زيارة البلاد لفترات قصيرة.
بالإضافة إلى مخيمات اللاجئين، يعيش العديد من الفلسطينيين في المدن عبر الأردن. على سبيل المثال، يُعتقد أن الفلسطينيين يشكّلون أكثر من 80% من سكان العاصمة عمّان. ووفقًا للتقارير، فإن معظم الفلسطينيين الذين يعيشون في المدن وليس في مخيمات اللاجئين هم أولئك الذين وصلوا بعد حرب 1948.

## اللاجئون العراقيون
تشكل المجموعة العراقية إحدى المجموعات اللاجئة الهامة في الأردن، حيث يعيش عشرات الآلاف من اللاجئين العراقيين في الأردن. ويعود وصول العديد من العراقيين إلى المملكة إلى فترات مختلفة في التاريخ المعاصر. بدأت الهجرات العراقية بشكل ملحوظ بعد الحرب بين العراق والكويت في 1990، حيث طُرد الأردنيين من الكويت بسبب دعم الأردن للعراق. ثم تزايدت الهجرات بعد الاحتلال الأمريكي للعراق عام 2003 وبعد دخول تنظيم الدولة الإسلامية (داعش) للمنطقة في 2014.

### العراقيون بعد حرب الخليج الثانية:
في عام 1991، بسبب غزو العراق للكويت، اضطر مئات الآلاف من الفلسطينيين، بعضهم من أصل أردني، إلى مغادرة الكويت، واختاروا الهجرة إلى الأردن. بالإضافة إلى الفلسطينيين، قرر عدة آلاف من العراقيين استغلال الحرب ومغادرة وطنهم بحثًا عن مكان أكثر أمانًا. انضم هؤلاء العراقيون إلى هجرة آلاف الفلسطينيين ووصلوا أيضًا إلى الأردن في عام 1991.

### العراقيون بعد عام 2003:
عقب الاحتلال الأمريكي للعراق في عام 2003، شهد الأردن موجة جديدة من اللاجئين العراقيين الذين اضطروا إلى مغادرة بلادهم بسبب العنف الطائفي والتهديدات الأمنية التي شهدها العراق بعد سقوط النظام العراقي بقيادة صدام حسين. يقدر عدد اللاجئين العراقيين الذين وصلوا إلى الأردن بعد عام 2003 بحوالي 750,000 شخص، حيث استقر العديد منهم في عمان ومدينة الزرقاء.

### العراقيون بعد 2014:
في عام 2014، بعد اجتياح تنظيم "داعش" للعديد من المدن العراقية، اضطر آلاف العراقيين إلى الهروب إلى الأردن هربًا من الهجمات الإرهابية. هؤلاء اللاجئون كانوا في الغالب من الأقليات الدينية والعرقية مثل الشيعة والأكراد والمسيحيين. استمر تدفقهم حتى فترة ما بعد هزيمة داعش في 2017، حيث تأثرت حياة اللاجئين بشكل كبير بسبب النزاع الدامي. ويقدر عدد اللاجئين العراقيين الذين وصلوا إلى الأردن بعد اجتياح داعش على أراضيهم حتّى عام 2017 بحوالي 30,000 شخص وفقًا لبيانات UNHCR.
وفي 2023، بلغ عدد اللاجئين العراقيين في الأردن المسجلين لدى المفاوضية السامية للأمم المتحدة لشؤون اللاجئين 61،132 لاجئًا.
معظم اللاجئين العراقيين في الأردن لم يحصلوا على الجنسية الأردنية، وبعضهم ممنوعون من العمل في الأردن، مما يترك مستقبلهم في الأردن في حالة دائمة من عدم اليقين.

## اللاجئون السوريون
تعتبر الموجة السورية أكبر موجة لجوء شهدها الأردن في العقود الأخيرة، وذلك لاستمرار وصولهم إلى الأردن منذ اندلاع الحرب الأهلية السورية في عام 2011، حيث بدأ السوريون في الوصول إلى الأردن هربًا من القصف والمعارك الشرسة في بلادهم، وحتى سقوط نظام بشار الأسد في ديسمبر 2024.

### الحرب الأهلية السورية:
أنظر أيضًا: الحرب الاهلية السورية
الحرب الأهلية السورية كان نزاع داخلي طويل بدأ في عام 2011، إثر احتجاجات شعبية ضد النظام الحاكم بقيادة الرئيس بشار الأسد، في إطار "الربيع العربي" الذي اجتاح بعض الدول العربية. تطورت الاحتجاجات إلى صراع مسلح بعد قمع الحكومة العنيف للمتظاهرين، مما أدى إلى اندلاع حرب بين القوات الحكومية والمعارضة المسلحة التي ضمت فصائل متعددة، بما في ذلك جماعات إسلامية متشددة. تأثرت الحرب بتدخلات دولية، حيث دعمت روسيا وإيران النظام السوري، بينما قدمت دول مثل الولايات المتحدة وتركيا دعمًا لفصائل المعارضة. كما ظهرت تنظيمات مثل "داعش"، التي استفادت من الفوضى السائدة في البلاد. أسفرت الحرب عن مئات الآلاف من الضحايا والمشردين، ودمار واسع للبنية التحتية، وما زالت تداعياتها تؤثر على سوريا والمنطقة بأسرها.
في السنوات الأولى من الحرب الأهلية السورية، تدفق مئات الآلاف من السوريين إلى الأردن، خاصة من المناطق الشمالية مثل درعا والقنيطرة. شهدت المملكة الأردنية ازديادًا في أعداد اللاجئين السوريين، حيث وصل عددهم إلى حوالي 1.4 مليون شخص بحلول عام 2014. كانت هذه الموجة نتيجة مباشرة للنزاع المسلح الذي أسفر عن دمار واسع النطاق في العديد من المدن السورية.
مع تصاعد الحرب السورية، ازدادت الظروف المعيشية الصعبة للاجئين السوريين في الأردن. وصلوا اللاجئون إلى المملكة عبر الحدود الشمالية بشكل غير قانوني أحيانًا، في محاولة للهرب من التصعيد العسكري. وقدمت الحكومة الأردنية الدعم للمجتمعات اللاجئة عبر إنشاء مخيمات للاجئين مثل مخيم الزعتري، الذي أصبح واحدًا من أكبر مخيمات اللاجئين في العالم. وبينما واجهت الأردن صعوبة في التعامل مع الضغط على مواردها الاقتصادية والاجتماعية، حافظت على سياسة فتح الحدود أمام السوريين هربًا من العنف.

بداية من ديسمبر عام 2024، مع بدء استقرار الوضع في سوريا وعودة جزء من اللاجئين إلى ديارهم، بدأت الأردن تشهد تراجعًا في أعداد اللاجئين السوريين على أراضيها، إلا أن معظمهم لا يزال يعيش في مخيمات أو مدن أردنية مختلفة، في انتظار تحسن الوضع الأمني في سوريا. لكن رغم عودة بعض اللاجئين إلى سوريا، فإن العديد من السوريين لا يزالون في الأردن مع وجود تحديات اقتصادية واجتماعية ضخمة تتعلق بتوفير فرص العمل والمرافق التعليمية والصحية.

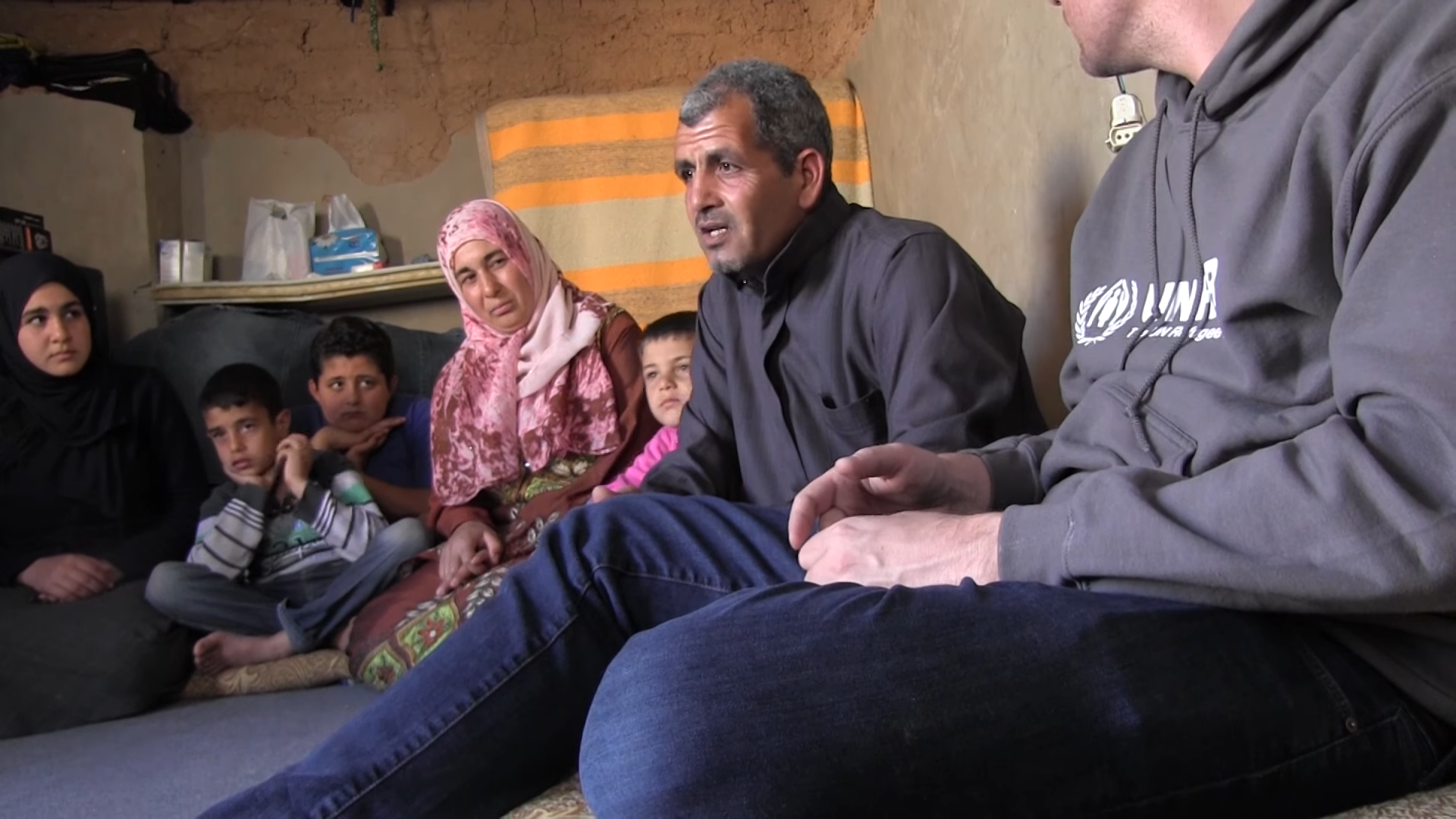
لاجئون في الأردن

## أنظر أيضًا
- أردنيون من أصول فلسطينية
- عراقيون في الأردن
- لاجئو الحرب الأهلية السورية في الأردن
- أيلول الأسود